# 팻 렉 코드
팻 렉 코드(Fat Wreck Chords)는 미국 캘리포니아주 샌프란시스코에 자리한 인디 음반사이다. NOFX의 보컬 팻 마이크와 그의 아내 에린이 소유하고 있다. 소속 밴드의 대부분이 펑크 록 밴드이다.

## 밴드
- 88 핑거스 루이(88 Fingers Louie)
- 어게인스트 미!(Against Me!)
- 안티-플래그(Anti-Flag)
- 어베일(Avail)
- 배드 어스트로넛(Bad Astronaut)
- 브래킷(Bracket)
- 칙스디그잇!(Chixdiggit!)
- 시티즌 피시(Citizen Fish)
- 컨슘드(Consumed)
- 데드 투 미(Dead to Me)
- 디센던츠(The Descendents)
- 디키스(The Dickies)
- 딜린저 포(Dillinger Four)
- 에폭시스(The Epoxies)
- 페이스 투 페이스(Face to Face)
- 파이트 (The Fight)
- Frenzal Rhomb
- 구버 패트롤
- 굿 리든스(Good Riddance)
- 건스 앤 왱커스(Guns n' Wankers)
- 하이-스탠다드(Hi-Standard)
- 래그왜건(Lagwagon)
- 로런스 암스(The Lawrence Arms)
- 레프트오버 크랙(Leftover Crack)
- 레스 댄 제이크(Less Than Jake)
- 러브드 원스(The Loved Ones)
- 러브 이퀄스 데스(Love Equals Death)
- 매드 캐디스(Mad Caddies)
- 미 퍼스트 앤드 더 김미 김미스(Me First and the Gimme Gimmes)
- MxPx
- NOFX
- 논 모어 블랙(None More Black)
- 노 유즈 포 어 네임(No Use for a Name)
- 온리 크라임(Only Crime)
- 프로파간디(Propagandhi)
- 랜디(Randy)
- 리얼 매켄지스(The Real McKenzies)
- 라이즈 어게인스트(Rise Against)
- 세인트 캐서린스(The Sainte Catherines)
- 스크리칭 위즐(Screeching Weasel)
- 스크루 32(Screw 32)
- 식 오브 잇 올(Sick of It All)
- 스모크 오어 파이어(Smoke or Fire)
- 스너프(Snuff)
- 소비에츠(The Soviettes)
- 스트라이크 애니웨어(Strike Anywhere)
- 스트렁 아웃(Strung Out)
- 서브휴먼스(The Subhumans)
- 스윙잉 어터스(Swingin' Utters)
- 틸트(Tilt)
- 웨스턴 어딕션(Western Addiction)
- 제로 다운(Zero Down)